# チャンネル諸島 (カリフォルニア州)
チャンネル諸島（チャンネルしょとう、Channel Islands、通称：サンタバーバラ諸島）は、アメリカ合衆国カリフォルニア州サンタバーバラ郡、ロサンゼルス郡、ベンチュラ郡に属する8つの島々で構成される諸島。北はサンタバーバラの南、サンタバーバラ海峡を隔てた地点から、ロサンゼルスの沖合、南はサンディエゴの西の沖合まで太平洋岸に島々が点在する。
気候がよく、風光明媚な西海岸の代表的なリゾート地の一つであり、全米でも有数のダイビングスポットとして、世界的によく知られる。
サン・ニコラス島はアメリカ海軍の管轄下にあり、2019年には巡航ミサイルの発射実験が行われた。

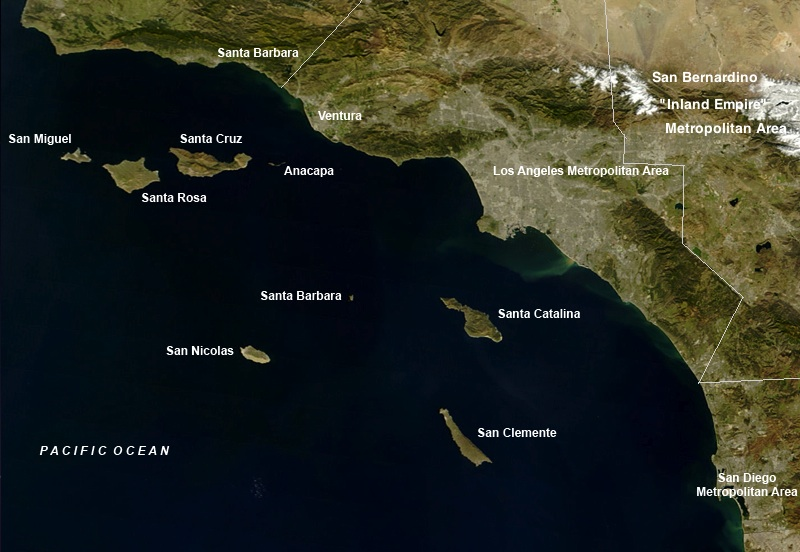
チャンネル諸島

## 地理
北から順に、アナカパ島、サンミゲル島、サンタクルス島、サンタローザ島、サンクレメンテ島、サンニコラス島、サンタバーバラ島、サンタカタリナ島の8島から成る。

## 自然
島々には硬葉樹林と沿岸セージ低木林の植生があり、その周辺の海成段丘にタイドプールがある。8島と周辺の海域にはオオウキモ、魚類、無脊椎動物、カッショクペリカンのカリフォルニア亜種やアメリカコアジサシのカリフォルニア亜種などの海鳥、ラッコなどの鰭脚類およびシロナガスクジラ、ザトウクジラ、イワシクジラなどの鯨類が生息しており、1976年にユネスコの生物圏保護区に指定された。

## 交通
- カタリナ空港（英語版）